# トーマス・ブラキストン

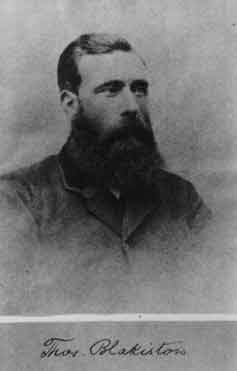
トーマス・ブレーキストン

トーマス・ライト・ブラキストン（英: Thomas Wright Blakiston、1832年12月27日 - 1891年10月15日）は、イギリス出身の軍人・実業家・動物学者・貿易商・探検家。トーマス・ブレーキストンとも表記する。
幕末から明治期にかけて日本に滞在した。1880年および1883年に東京の日本アジア協会例会で津軽海峡における動物学的分布境界線の存在を発表し、この境界線はのちにジョン・ミルンによってブラキストン線と命名された。

## 生涯

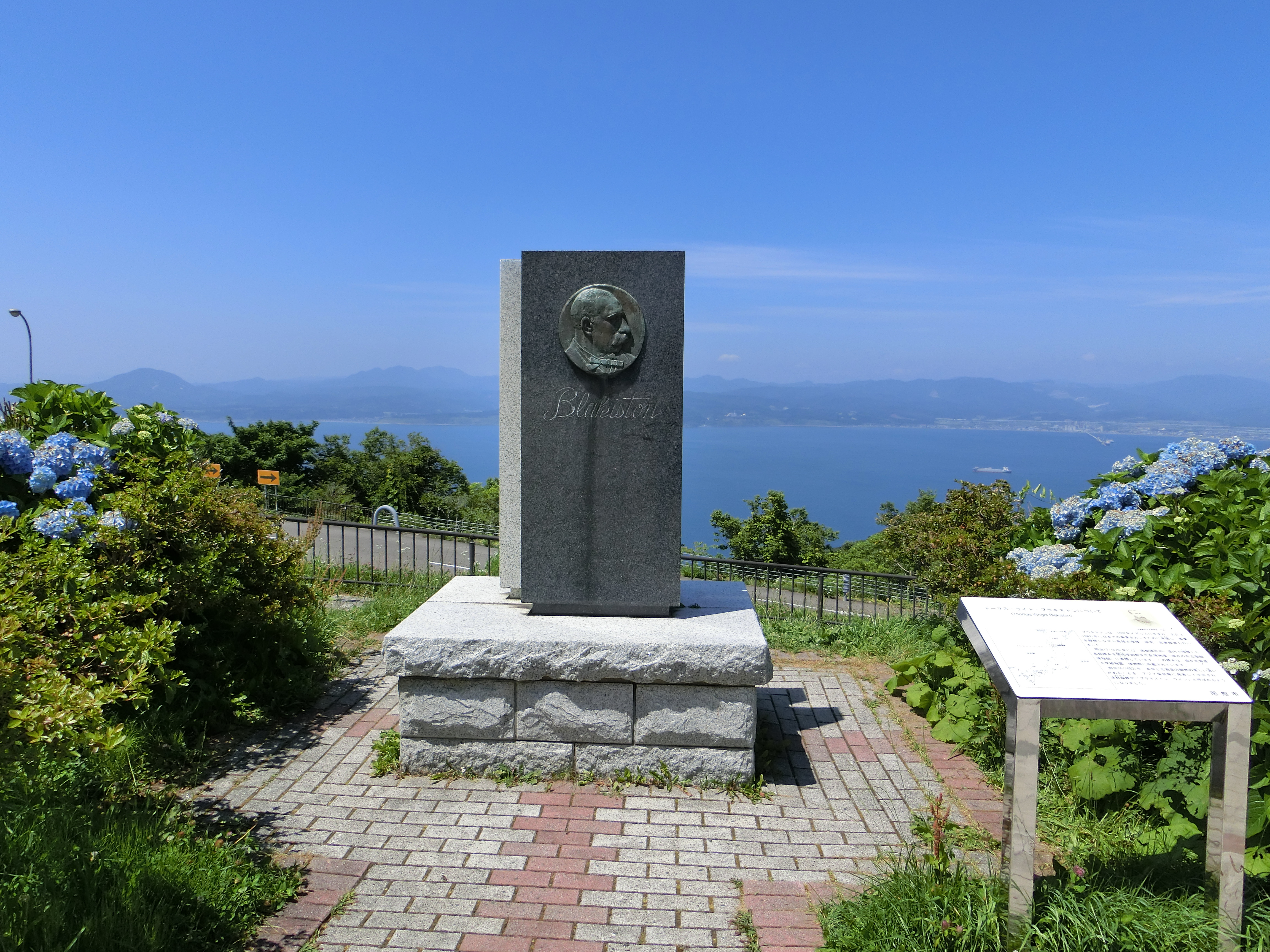
函館山山頂にあるブラキストンの碑

イングランド・ハンプシャーのリミントンに生まれる。少年時代から博物学、とりわけ鳥類に関心をもつ。陸軍士官学校を卒業後、クリミア戦争にも従軍した。1857年から1858年にかけてパリサー探検隊に参加し、カナダにおける鳥類の標本採集やロッキー山脈探検などを行なう。1860年には軍務により中国へ派遣され、揚子江上流域の探検を行なう。1861年、箱館で揚子江探検の成果をまとめた後、一旦帰国した。1862年には、揚子江の調査の功績に対して、王立地理学会から金メダルを贈られた。
帰国の後、シベリアで木材貿易をすることを思い立ちアムール地方へ向かうが、ロシアの許可が得られなかった。そのため、彼は蝦夷地へと目的地を変更した。1863年に再び箱館を訪れ、製材業に従事し日本初となる蒸気機関を用いた製材所を設立した。しかし、蝦夷地では輸送手段が未開発であったために、大きく頓挫することとなった。また箱館戦争などの影響もあり事業の成果ははかばかしくなかった。そこで貿易に力を入れることにした彼は、1867年に友人とともにブラキストン・マル商会を設立し、貿易商として働いた。彼は20年以上にわたって函館で暮らし、市の発展に貢献した。函館上水道や、函館港第一桟橋の設計なども手がけた。また、気象観測の開始に寄与し、福士成豊が気象観測を受け継いだ（日本人による最初の気象観測）。
この間、北海道を中心に千島にも渡り、鳥類の調査研究を行なった。
1884年に帰国し、その後アメリカへ移住した。1885年にブラキストンはジェームス・ダンの娘であるアン・メアリーと結婚する。従って、ブラキストンとエドウィン・ダンは義理の兄弟ということになる。ブラキストン夫妻は一男一女をもうけた。1891年、カリフォルニア州サンディエゴで肺炎のために死去した。墓はオハイオ州コロンバスにある。
妻のアン・メアリーはブラキストンの死から46年後の1937年3月にイングランドで亡くなった。

## 死後
1911年（明治44年）に函館図書館の主催で、彼の没後20年を期し、盛大な二〇年祭が行われた。
1960年（昭和35年）、函館青年会議所がブラキストン線発見を記念するために函館山の山頂にブラキストンのレリーフをはめ込んだ石碑を建立した。

## 業績
ブラキストンが北海道で採集した鳥類標本は開拓使に寄贈され、現在は北海道大学北方生物圏フィールド科学センター植物園（北大植物園）が所蔵している。 1880年にプライアーとの共著で「日本鳥類目録」を出版した。
1883年、津軽海峡に分布境界線が存在するという見解を発表し、お雇い外国人教師・ジョン・ミルンの提案でこれをブラキストン線と呼ぶこととした。

## ブラキストン紙幣事件
明治に入り、経営が悪化したブラキストン商会では、局面打開のため、清国向け貿易会社の設立を計画した。しかし自己資本が不足したことから、「現金100円を差し出すと、利息二割前渡しの120円の証券を渡す」という内容の証券を発行することとし、明治7年(1874年)、ドイツのドンドルフ・ナウマン社へ依頼したところ、別途同社に紙幣印刷を依頼していた明治政府の知るところとなり問題となる。
ブラキストン商会は届いた証券を流通させ始めていたが、外務省は、本証券は会社設立資本金集めの株券であり、発行差し止めはできないとの見解を示したのに対し、大蔵省はこれを紙幣とみなし、外国人が政府の許可なく国内で発行することは国権を侵す重大な問題であるとして、真っ向から意見が対立した。その後、明治政府と英国公使パークスとの交渉等により、ブラキストン商会の証券は通用を禁止し、イギリス側で回収することとなった。

## 日本語へ翻訳された著書
- トーマス・W・ブラキストン『蝦夷地の中の日本』 高倉新一郎校訂、近藤唯一訳、八木書店、1979.5、全国書誌番号:79021409

## 関連文献
- 弥永芳子 『ブラキストンの生涯』 えぞまつ豆本の会、1981年、全国書誌番号:82029704
- 豊田有恒 『北方の夢 近代日本を先駆した風雲児ブラキストン伝』 祥伝社、1999年、ISBN 4-396-63142-1
- 加藤克 『ブラキストン「標本」史』 北海道大学出版会、2012年、ISBN 978-4-8329-8209-3
- 長田敏明 「ナチュラリストとしてのトーマス・ライト・ブレーキストンの生涯」 『地学教育と科学運動』68巻（2012年）所収